# 블레킹에 여공작 아드리엔 공주
아드리엔 요세핀 알리체(스웨덴어: Adrienne Joséphine Alice, 2018년 3월 9일 ~ )는 스웨덴 베르나도트 왕가의 공주이자 블레킹에 여공작이다.
칼 16세 구스타프의 차녀 헬싱글란드와 예스트리클란드 여공작 마들렌 공주와 미국의 금융사업가 크리스토퍼 오닐 사이에서 태어난 차녀이다. 스웨덴 왕위 계승 순위는 12위이다. 